# Guangzhou International Women’s Open
Guangzhou International Women’s Open – kobiecy turniej tenisowy zaliczany do cyklu WTA Tour. Rozgrywany na kortach twardych w chińskim Kantonie. W latach 2004–2019 był to turniej kategorii WTA International Series, a po wznowieniu rozgrywek od 2023 jest turniejem kategorii WTA 250. 

## Mecze finałowe

### gra pojedyncza
| Rok         | Zwyciężczyni       | Finalistka              | Wynik            |
| 2025        |                    |                         |                  |
| 2024        | Olga Danilović     | Caroline Dolehide       | 6:3, 6:1         |
| 2023        | Wang Xiyu          | Magda Linette           | 6:0, 6:2         |
| ↑ WTA 250 ↑ |                    |                         |                  |
| 2019        | Sofia Kenin        | Samantha Stosur         | 6:7(4), 6:4, 6:2 |
| 2018        | Wang Qiang         | Julija Putincewa        | 6:1, 6:2         |
| 2017        | Zhang Shuai        | Aleksandra Krunić       | 6:2, 3:6, 6:2    |
| 2016        | Łesia Curenko      | Jelena Janković         | 6:4, 3:6, 6:4    |
| 2015        | Jelena Janković    | Denisa Allertová        | 6:2, 6:0         |
| 2014        | Monica Niculescu   | Alizé Cornet            | 6:4, 6:0         |
| 2013        | Zhang Shuai        | Vania King              | 7:6(1), 6:1      |
| 2012        | Hsieh Su-wei       | Laura Robson            | 6:3, 5:7, 6:4    |
| 2011        | Chanelle Scheepers | Magdaléna Rybáriková    | 6:2, 6:2         |
| 2010        | Jarmila Groth      | Ałła Kudriawcewa        | 6:1, 6:4         |
| 2009        | Szachar Pe’er      | Alberta Brianti         | 6:4, 6:3         |
| 2008        | Wiera Zwonariowa   | Peng Shuai              | 6:7(4), 6:0, 6:2 |
| 2007        | Virginie Razzano   | Cippora Obziler         | 6:0, 6:3         |
| 2006        | Anna Czakwetadze   | Anabel Medina Garrigues | 6:1, 6:4         |
| 2005        | Yan Zi             | Nuria Llagostera Vives  | 6:4, 4:0 krecz   |
| 2004        | Li Na              | Martina Suchá           | 6:3, 6:4         |

### gra podwójna
| Rok         | Zwyciężczynie                            | Finalistki                         | Wynik             |
| 2025        |                                          |                                    |                   |
| 2024        | Kateřina Siniaková Zhang Shuai           | Katarzyna Piter Fanny Stollár      | 6:4, 6:1          |
| 2023        | Guo Hanyu Jiang Xinyu                    | Eri Hozumi Makoto Ninomiya         | 6:3, 7:6(4)       |
| ↑ WTA 250 ↑ |                                          |                                    |                   |
| 2019        | Peng Shuai Laura Siegemund               | Alexa Guarachi Giuliana Olmos      | 6:2, 6:1          |
| 2018        | Monique Adamczak Jessica Moore           | Danka Kovinić Wiera Łapko          | 4:6, 7:5, 10–4    |
| 2017        | Elise Mertens Demi Schuurs               | Monique Adamczak Storm Sanders     | 6:2, 6:3          |
| 2016        | Asia Muhammad Peng Shuai                 | Wolha Hawarcowa Wiera Łapko        | 6:2, 7:6(3)       |
| 2015        | Martina Hingis Sania Mirza               | Xu Shilin You Xiaodi               | 6:3, 6:1          |
| 2014        | Chuang Chia-jung Liang Chen              | Alizé Cornet Magda Linette         | 3:6, 7:6(3), 10–7 |
| 2013        | Hsieh Su-wei Peng Shuai                  | Vania King Galina Woskobojewa      | 6:3, 4:6, 12–10   |
| 2012        | Tamarine Tanasugarn Zhang Shuai          | Jarmila Gajdošová Monica Niculescu | 2:6, 6:2, 10–8    |
| 2011        | Hsieh Su-wei Zheng Saisai                | Chan Chin-wei Han Xinyun           | 6:2, 6:1          |
| 2010        | Edina Gallovits-Hall Sania Mirza         | Han Xinyun Liu Wanting             | 7:5, 6:3          |
| 2009        | Wolha Hawarcowa Tacciana Puczak          | Kimiko Date-Krumm Sun Tiantian     | 6:3, 2:6, 10–8    |
| 2008        | Marija Korytcewa Tacciana Puczak         | Sun Tiantian Yan Zi                | 6:3, 4:6, 10–8    |
| 2007        | Peng Shuai Yan Zi                        | Vania King Sun Tiantian            | 6:3, 6:4          |
| 2006        | Li Ting Sun Tiantian                     | Vania King Jelena Kostanić         | 6:4, 2:6, 7:5     |
| 2005        | Maria Elena Camerin Emmanuelle Gagliardi | Neha Uberoi Shikha Uberoi          | 7:6(5), 6:3       |
| 2004        | Li Ting Sun Tiantian                     | Yang Shujing Yu Ying               | 6:4, 6:1          |